# Науров Олександр Валерійович
Олександр Валерійович Науров (рос. Александр Валерьевич Науров; 4 березня 1985, м. Саратов, СРСР) — російський хокеїст, лівий нападник. Виступає за «Дизель» (Пенза) у Вищій хокейній лізі. Кандидат у майстри спорту.
Виступав за: «Локомотив-2» (Ярославль), «Локомотив» (Ярославль), «Кристал» (Саратов), «Ессят» (Порі), ТуТо (Турку), «Айдахо Стілгедс» (ECHL), «Бейкерсфілд Кондорс» (ECHL), «Капітан» (Ступіно), ХК «Бєлгород», «Лада» (Тольятті), «Дукла» (Тренчин).
В чемпіонатах Фінляндії — 11 матчів (0+2). В чемпіонатах Словаччини — 29 матчів (5+3), у плей-оф — 8 матчів (2+2).
У складі юніорської збірної Росії учасник чемпіонату світу 2003.